# Le Repaire de la murène
Le Repaire de la murène est un album de bande dessinée d'André Franquin. Il s'agit du 9e album de la série Spirou et Fantasio et la 33e histoire de la série. Le récit est publié pour la première fois dans Spirou du no 871 au no 904.
Spirou, Fantasio et le comte de Champignac répondent à l'annonce d'un concours. Dans cette optique, ils fabriquent un mini sous-marin. Le but de l'annonceur est de retrouver l'épave d'un navire qui a coulé quelques années auparavant. Au cours de leur aventure, les héros, aidés du marsupilami et de Spip, vont affronter un bandit qui a pour surnom « la murène ».

## Personnages
- Personnages récurrents
  - Spirou
  - Fantasio
  - Spip
  - Le marsupilami
  - Le comte de Champignac

- Autres personnages importants de l'album
  - l'armateur Xénophon Hamadryas (première apparition)
  - le facteur Zénobe (première apparition)
  - le bandit John Helena, dit « la murène » (première apparition)
  - l’homme de main Marco (première apparition)

## Résumé
Spirou, Fantasio et Spip rendent visite au comte de Champignac, tout en devisant sur une annonce parue dans le journal. Un riche armateur propose une forte somme d'argent à toute personne qui sera en mesure de réaliser un système de plongée capable de descendre à plus de 200 mètres de profondeur tout en permettant au scaphandrier d'y effectuer un travail quelconque, en toute sécurité.
Lorsqu'ils arrivent chez le comte, ce dernier leur annonce qu'il vient d'inventer un produit extrait de champignons, le X4, qui décuple les facultés intellectuelles du cerveau. Il l’a essayé sur une poule et les résultats sont concluants. Il leur demande de lui proposer un défi afin de démontrer la puissance phénoménale de son produit. Fantasio pense alors à l’annonce publiée dans le journal : le comte en accepte l'idée et, après s'être injecté une dose de X4, met rapidement au point un scaphandre autonome ainsi qu'un petit sous-marin de poche monoplace, ayant l’aspect d'une grosse torpille sous-marine dans laquelle prendra place le plongeur.
Le déroulement des travaux est marqué par plusieurs tentatives de sabotage (un camion de livraison de matériaux est atteint d'une balle dans le pneu avant d'être incendié, le hangar dans lequel le prototype est installé subit une explosion, etc.) et les trois héros sont pris en filature.
Quelques semaines après, arrivés en Provence avec leur prototype de submersible, Spirou, Fantasio et Champignac rencontrent à « Port-Mérou » l'organisateur du concours, Xénophon Hamadryas, qui les informe qu'ils sont désormais les seuls concurrents en lice, les autres ayant finalement renoncé après avoir été victimes eux aussi de diverses attaques. Hamadryas leur demande donc de descendre jusqu'à l'épave du Discret, un de ses anciens cargos, coulé non loin de là, par deux cents mètres de fond au pied du « Cap Rose ». L'armateur leur indique également que le navire était commandé par le capitaine au long cours John Helena, son meilleur capitaine et de plus un ami très cher, sans doute mort durant le naufrage.
Au cours d'une plongée d'exploration, Spirou découvre l'épave et l'inspecte. Il y découvre un sas qui permet d'accéder à une soute étanche, aménagée et alimentée en gaz (respirable) fourni par des compresseurs. C'est à partir de ce repaire que John Helena, bien vivant, se livre à un trafic de stupéfiants en lien avec l'Italie. Mais avec l'aide inattendue du marsupilami, qui avait suivi Spirou dans la mer et qui se révèle être amphibie, Spirou met le bandit en échec.

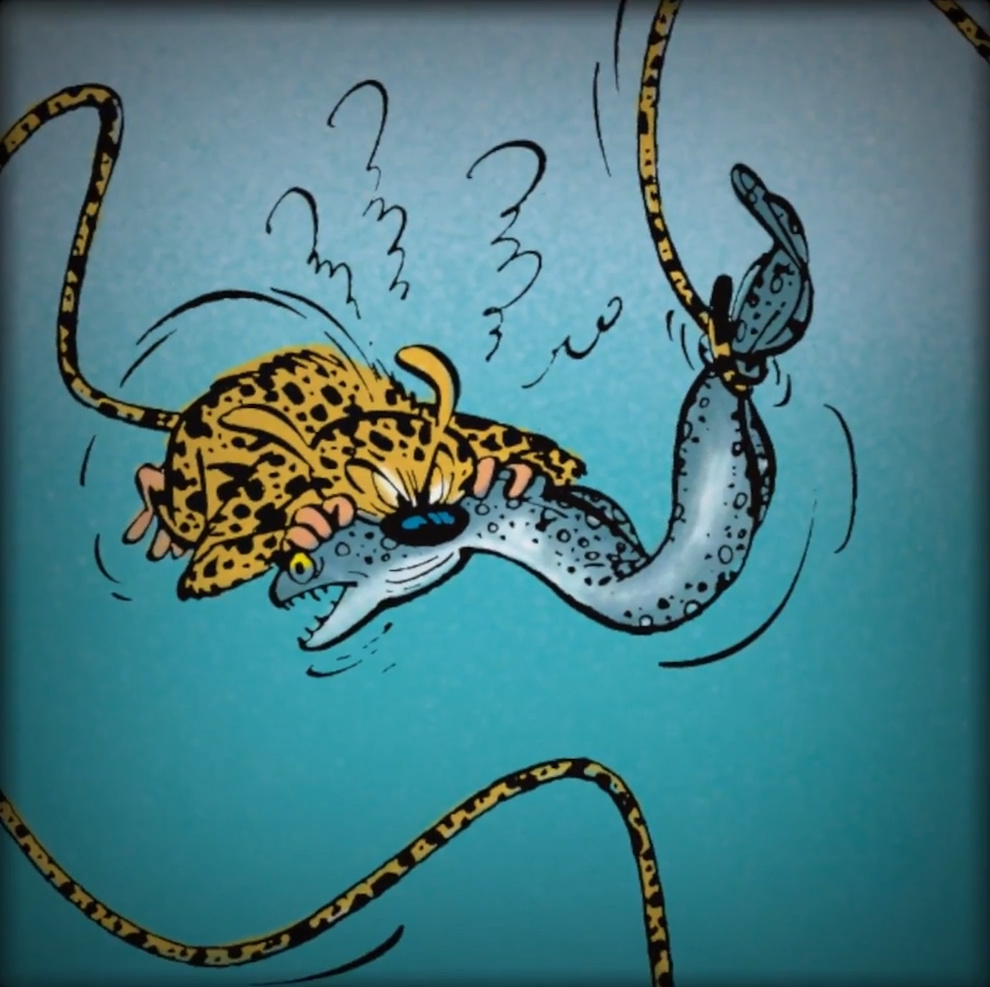
Le marsupilami dévorant la murène.

Plus tard, alors que John Helena a été arrêté et incarcéré, Hamadryas lui rend visite dans sa cellule. Il ignorait les activités délinquantes de son ancien employé. Il lui apprend qu'une grande quantité de lingots d'or est cachée dans la salle des machines du cargo et qu'il a besoin du sous-marin du comte pour remonter le trésor. Hamadryas (qui s'avère être un ancien baron de la pègre) déclare à John Helena qu'il est ruiné — ceci afin de le faire patienter et de garantir son mutisme. Il lui promet de le faire sortir de prison en échange de son silence, transformant ainsi son ancien ami en complice.
Quelques jours après, s'étant rendu chez le comte, Hamadryas tente de s'emparer par la violence du petit sous-marin. Il ignore que la police, invitée en ce sens par Spirou, avait placé des micros dans la cellule, ce qui a permis de connaître ses plans. Hamadryas est arrêté et placé lui aussi en détention.
Les deux dernières planches montrent le marsupilami plonger dans la mer et y rencontrer une murène. Les deux animaux se battent et le marsupilami a le dessus : il dévore la murène et, repu, retrouve Spip, Spirou, Fantasio et Champignac. Ces derniers décident de profiter de leur présence en Provence pour y prendre des vacances.

## Le cargo«Le Discret»

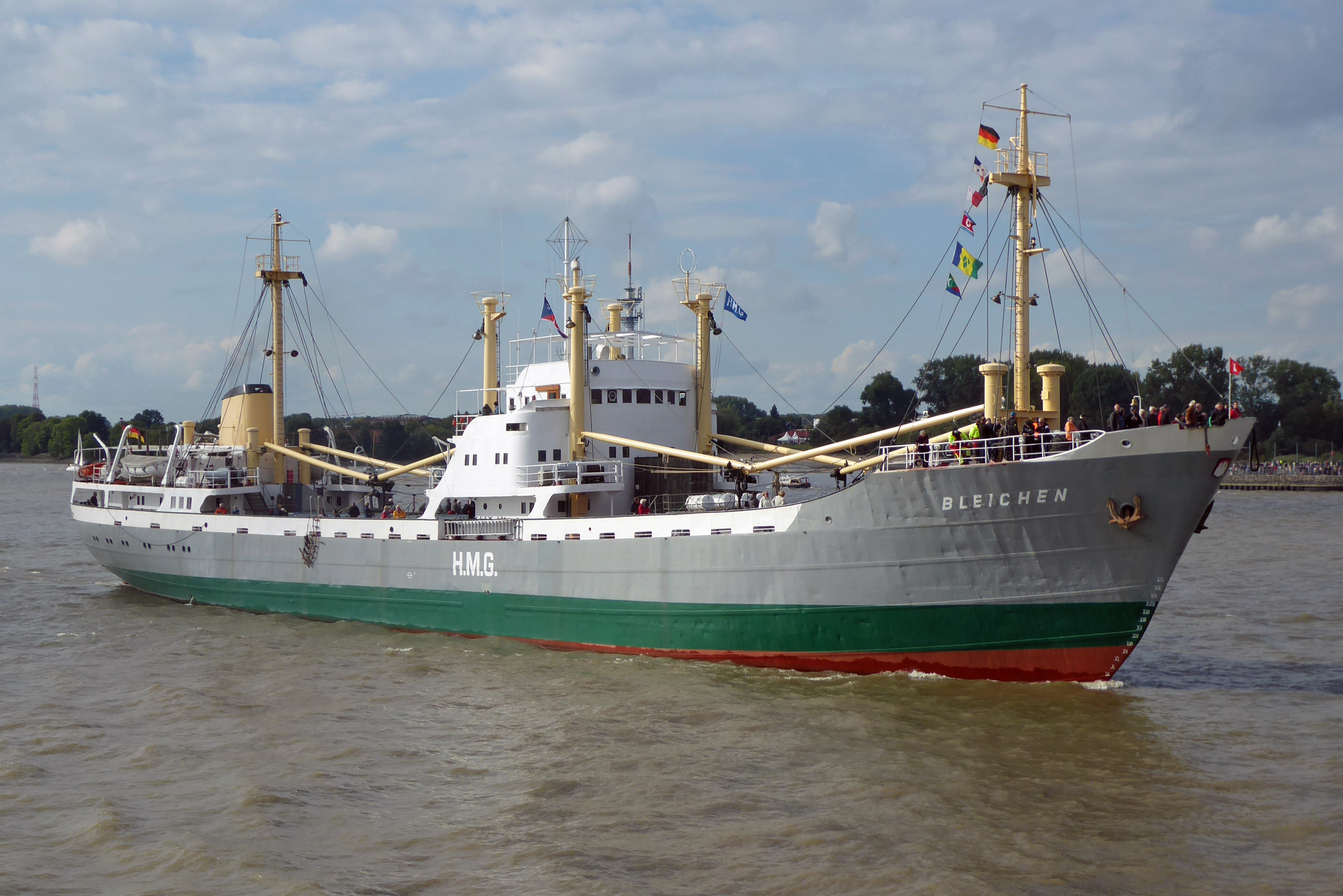
Le cargo allemand MS Bleichen, semblable au Discret du capitaine Helena.

Un navire est au cœur de l'intrigue : le cargo commandé par le capitaine (au long cours) John Helena, et portant le nom Le Discret.

L'armateur (Xenophon Hamadryas) le décrit comme l'un des plus beaux de sa flotte, et le plus « neuf » (quatre années auparavant, donc vers 1950). Déplaçant (ou bien ayant un port en lourd) de 1 850 tonnes, il s'agit donc d'un navire de dimensions plutôt modestes, même pour l'époque.

Le Discret est très ressemblant et tout à fait comparable à un petit cargo allemand, un peu plus récent que lui puisque construit en 1958 : le MS Bleichen

## Les petits submersibles de l'aventure
- Les véhicules annexes du Discret

Ce sont des monoplaces, non carénés, inspirés des maiales italiennes de la Seconde Guerre mondiale.
- Le « véhicule » sous-marin du comte de Champignac

Il s'agit d'une sorte de torpille d'allure militaire, mais propulsée par hydrojets orientables (en site ou en profondeur). Le pilotage en direction (horizontale) est assuré par différenciation des propulseurs.
En extrapolant le schéma de l'album, et compte tenu de la taille du pilote (Spirou) d'environ 1,65 mètre, le véhicule cylindrique mesure environ 4,75 m de longueur, et a un diamètre de 70 centimètres.
Ces mensurations sont celles d'une « torpille » un peu plus trapue que les torpilles militaires courantes.

## Autour de l'album
- Le X4 devient le X3 dans L'Incroyable Burp!, publié dans l'album La Jeunesse de Spirou.
- On retrouvera John Helena dans deux autres aventures : Spirou et les Hommes-bulles (1960) et Virus (1984).

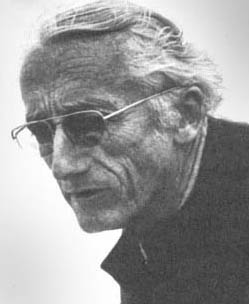
Jacques-Yves Cousteau et son livre Le Monde du silence ont pu inspirer Franquin.
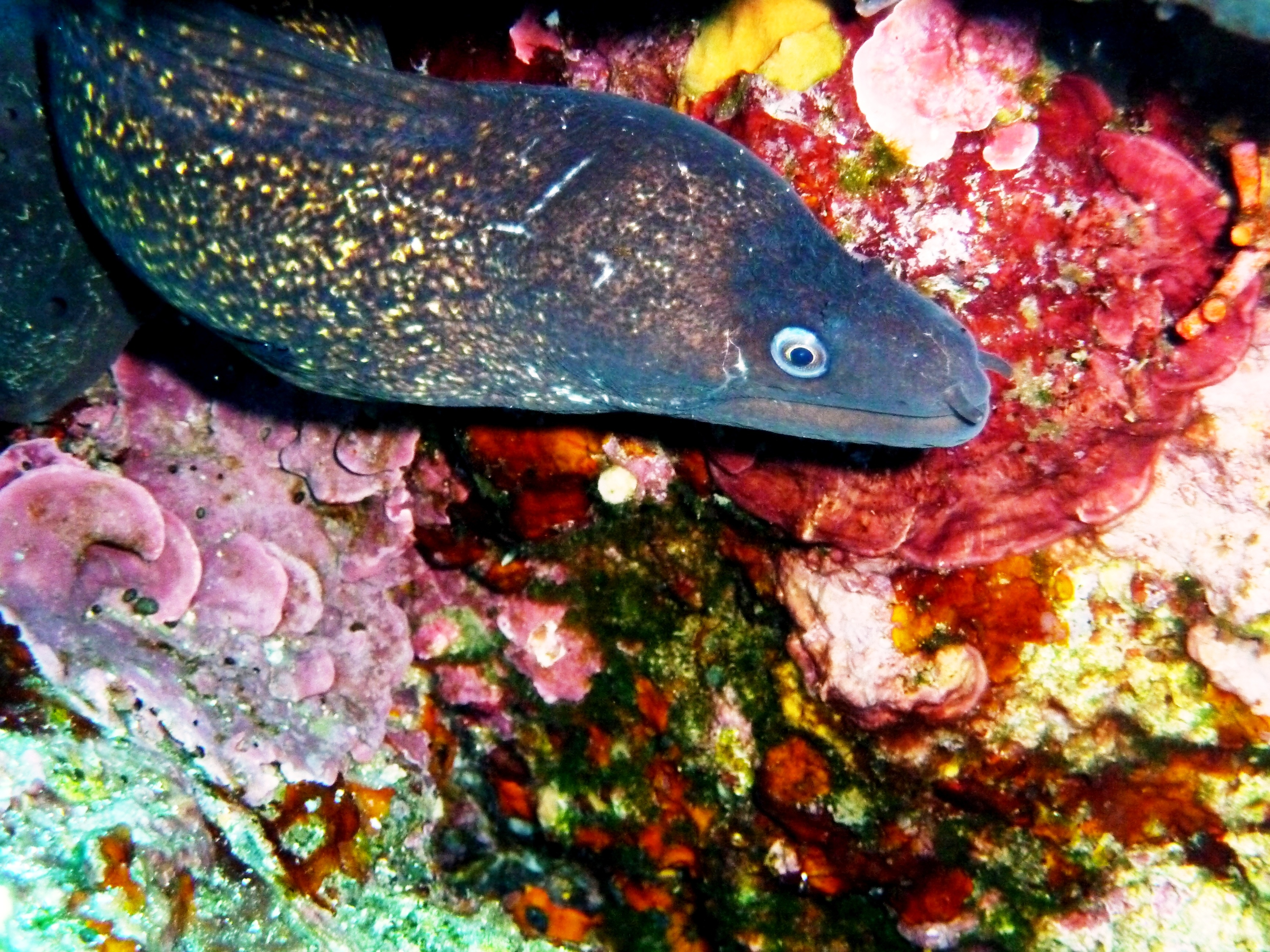
Une murène, le surnom de John Helena.

## Publications

### Revues
- Publié pour la première fois dans le journal de Spirou du no 871 (paru le 23 décembre 1954) au no 904[3] (paru le 11 août 1955).

### Album
La première publication du Repaire de la murène aux éditions Dupuis date de 1957 (dépôt légal 01/1957). On retrouve cette histoire dans Aventures modernes, le tome 4 de la série Les intégrales Dupuis - Spirou et Fantasio (Dupuis - 2007).
En 2005, l'album bénéficie d'un tirage de luxe, édité par Golden Creek Studio.

### Traductions
- Anglais (Inde) : The Moray's hideout (2007), Euro Books.
- Portugais : O refúgio da moreia (1975), editora Arcádia.
- Suédois : Vrak mysteriet, ed. Carlsen Comics.

## Adaptations
En 1959, l'album est adapté en conte audio, sous forme d'un livre-disque édité par Adès dans sa collection Le Petit Ménestrel, puis réédité en 1983 pour les 45 ans de Spirou. Ce sont Yvan Delporte et André Franquin eux-mêmes qui adaptent cet album, sous la réalisation de Claude Séjade, avec les voix de Jean Bolo (Champignac), Gérard Dournel (Héléna), Michel Gonzalès (Spirou), Gaëtan Jor (Hamadryas), Roger Trécan (Marco) et Pierre Vernier (Fantasio). Bruitage : Joé Noël. Musiques de Vincent Vial et Henri Seroka qui interprète également la chanson du générique Une aventure de Spirou.